# Tabitha Chawinga
Tabitha Chawinga (Lilongwe, 22 maggio 1996) è una calciatrice malawiana, attaccante dell'Olympique Lione e della nazionale malawiana.

## Biografia
Sua sorella minore Temwa è anch'ella calciatrice nonché collega di ruolo. Oltre a condividere la maglia della nazionale del proprio Paese, hanno giocato insieme nel campionato cinese.
Nel marzo del 2023 ha ricevuto l'eBay Values Award, premio istituito dalla stessa azienda insieme alla FIGC e all'Università Bocconi di Milano e assegnato alle calciatrici di Serie A distintesi per il loro comportamento dentro e fuori dal campo.

## Carriera

### Club

#### Gli inizi
Tabitha Chawinga, cresciuta con la famiglia a Rumphi, una cittadina rurale nella parte settentrionale del Malawi, si appassiona al calcio fin da giovanissima, iniziando a giocare con i ragazzini dall'età di 5 anni. Raggiunti i 14 anni si trasferisce nella Capitale Lilongwe dove si tessera con la squadra locale del DD Sunshine e dove in soli due anni diventa un punto di riferimento, diventandone capitano, mettendosi in luce davanti agli osservatori della Federazione calcistica del Malawi e dei club internazionali.
Nel 2014 coglie l'occasione offertale dal Krokom/Dvärsätts IF, società polisportiva svedese con sede a Krokom, per giocare nella propria sezione di calcio femminile in Division 1, terzo livello del campionato svedese, diventando così la prima calciatrice malawiana a giocare in un campionato europeo. Alla sua prima stagione europea Chawinga conferma le sue qualità di realizzatrice siglando 39 reti in 14 incontri.

#### L'affermazione
Nel febbraio 2015 Chawinga decide di trasferirsi al Kvarnsvedens IK, società iscritta all'Elitettan (secondo livello), che grazie alle sue 43 reti segnate su 26 incontri a fine stagione conquista la prima posizione e la conseguente promozione in Damallsvenskan per la stagione successiva oltre a laurearsi capocannoniere del campionato. Nell'aprile 2016 Chawinga concorda con la società il prolungamento del contratto fino alla stagione 2018. Alla sua prima stagione in Damallsvenskan Chawinga segna 15 reti, posizionandosi al terzo posto nella classifica marcatrici dietro alla danese Pernille Harder e alla nazionale svedese Stina Blackstenius. Grazie a queste prestazioni viene segnalata nella sezione Årets forward (miglior attaccante) della Damallsvenskans mest värdefulla spelare (giocatrice di maggior qualità della Damallsvenskan) per l'edizione 2016 della Fotbollsgalan, premio annuale istituito dalla federazione calcistica della Svezia (SvFF), trofeo assegnato infine a Pernille Harder del Linköping.
Nel 2018, si è trasferita al Jiangsu Ladies, squadra della Chinese Women's Super League, livello di vertice del campionato cinese. Nel 2021, passa al Wuhan Jianghan University.

#### In prestito ad Inter e PSG
Il 18 agosto 2022, Chawinga viene ceduta in prestito per una stagione all'Inter, in Serie A. Fin dalle prime fasi del campionato, l'attaccante si afferma come una delle rivelazioni del torneo, di cui diventa la miglior marcatrice al termine della stagione (con 23 reti in altrettante partite), venendo così nominata miglior attaccante della Serie A. Al termine della stagione, lascia la formazione nerazzurra, vista la scadenza naturale del proprio prestito.
Il 20 settembre 2023, Chawinga passa in prestito per una stagione al Paris Saint-Germain, nella Division 1 Féminine. Nel corso della stagione, mette a referto 19 reti e 11 assist in campionato, vincendo così sia il premio di miglior marcatrice del torneo, sia quello di miglior giocatrice.

#### Olympique Lione
Il 2 luglio 2024, viene ingaggiata a titolo definitivo dall'Olympique Lione, sempre nella massima serie francese, con cui firma un contratto triennale. Il 4 settembre dello stesso anno, viene inserita nella lista delle trenta candidate al Pallone d'Oro femminile.

### Nazionale
Dal 2012 Chawinga veste la maglia della nazionale malawiana con la quale sigla 9 reti nei primi 5 incontri. In rappresentanza del suo paese ha disputato le qualificazioni a tre edizioni del campionato africano, poi Coppa delle nazioni africane, senza mai riuscire ad accedere alla fase finale.

## Statistiche
Tra club e nazionale maggiore, Chawinga ha collezionato oltre 265 presenze, segnando 279 reti, alla media di 1,052 reti a partita.

### Presenze e reti nei club
Statistiche aggiornate al 18 luglio 2025.
| Stagione                         | Squadra                          | Campionato                       | Campionato | Campionato | Coppe nazionali | Coppe nazionali | Coppe nazionali | Coppe continentali | Coppe continentali | Coppe continentali | Altre coppe | Altre coppe | Altre coppe | Totale | Totale |
| Stagione                         | Squadra                          | Comp                             | Pres       | Reti       | Comp            | Pres            | Reti            | Comp               | Pres               | Reti               | Comp        | Pres        | Reti        | Pres   | Reti   |
| -------------------------------- | -------------------------------- | -------------------------------- | ---------- | ---------- | --------------- | --------------- | --------------- | ------------------ | ------------------ | ------------------ | ----------- | ----------- | ----------- | ------ | ------ |
| 2014                             | Krokom/Dvärsätt                  | D1                               | 17         | 39         | ?               | ?               | ?               | -                  | -                  | -                  | -           | -           | -           | 14     | 39     |
| 2015                             | Kvarnsvedens IK                  | E                                | 26         | 43         | ?               | ?               | ?               | -                  | -                  | -                  | -           | -           | -           | 26     | 43     |
| 2016                             | Kvarnsvedens IK                  | DS                               | 22         | 15         | ?               | ?               | ?               | -                  | -                  | -                  | -           | -           | -           | 22     | 15     |
| 2017                             | Kvarnsvedens IK                  | DS                               | 22         | 26         | ?               | ?               | ?               | -                  | -                  | -                  | -           | -           | -           | 22     | 26     |
| Totale Kvarnsvedens              | Totale Kvarnsvedens              | Totale Kvarnsvedens              | 70         | 84         |                 | ?               | ?               |                    | -                  | -                  |             | -           | -           | 70+    | 84+    |
| 2018                             | Jiangsu Ladies                   | SL                               | 14         | 17         | CC              | 1               | 0               | -                  | -                  | -                  | SC          | 1           | 0           | 16     | 17     |
| 2019                             | Jiangsu Ladies                   | SL                               | 14         | 12         | CC              | 2               | 6               | AFC                | 3                  | 3                  | SC          | 1           | 0           | 20     | 21     |
| 2020                             | Jiangsu Ladies                   | SL                               | 12         | 7          | CC              | 0               | 0               | -                  | -                  | -                  | -           | -           | -           | 12     | 7      |
| Totale Jiangsu Suning            | Totale Jiangsu Suning            | Totale Jiangsu Suning            | 40         | 36         |                 | 3               | 6               |                    | 3                  | 3                  |             | -           | -           | 46     | 45     |
| 2021                             | Wuhan Jiangda                    | SL                               | 14         | 9          | CC              | 0               | 0               | -                  | -                  | -                  | -           | -           | -           | 14     | 9      |
| 2022                             | Wuhan Jiangda                    | SL                               | 13         | 11         | CC              | 0               | 0               | -                  | -                  | -                  | -           | -           | -           | 13     | 11     |
| Totale Wuhan Jianghan University | Totale Wuhan Jianghan University | Totale Wuhan Jianghan University | 27         | 20         |                 | 0               | 0               | -                  | -                  | -                  | -           | -           | -           | 27     | 20     |
| 2022-2023                        | Inter                            | A                                | 23         | 23         | CI              | 4               | 3               | -                  | -                  | -                  | -           | -           | -           | 27     | 26     |
| 2023-2024                        | Paris Saint-Germain              | D1                               | 21         | 19         | CF              | 5               | 4               | UWCL               | 12                 | 6                  | SCF         | 0           | 0           | 38     | 29     |
| 2024-2025                        | Olympique Lione                  | PL                               | 19         | 9          | CF              | 1               | 0               | UWCL               | 9                  | 2                  | SF          | -           | -           | 29     | 11     |
| Totale carriera                  | Totale carriera                  | Totale carriera                  | 217        | 229        |                 | 13+             | 13+             |                    | 24                 | 11                 |             | 2           | 0           | 256+   | 254+   |

## Palmarès

### Club
- Campionato svedese di seconda divisione: 1

Kvarnsveden: 2015
- Campionato cinese: 2

Jiangsu Suning: 2019
Wuhan Jianghan University: 2021
- Coppa di Cina: 2

Jiangsu Suning: 2019
Wuhan Jianghan University: 2022
- FA Tournament: 1

Jiangsu Suning: 2019
- Supercoppa di Cina: 1

Jiangsu Suning: 2019
- Coppa di Francia: 1

Paris Saint-Germain: 2023-2024

### Individuale
- Capocannoniere Elitettan: 1

2015 (43 reti)
- Capocannoniere Damallsvenskan: 1

2017 (26 reti)
- Capocannoniere campionato cinese: 3

2018 (17 reti), 2019 (12 reti), 2021 (9 reti)
- Capocannoniere Coppa di Cina: 1

2019
- Calciatrice dell'anno del campionato cinese: 2

2018, 2019
- Capocannoniere Serie A: 1

2022-2023 (23 reti)
- Miglior attaccante della Serie A: 1

2022-2023
- Gran Galà del calcio AIC: 2

Squadra dell'anno: 2023
Calciatrice dell'anno: 2023
- Capocannoniere del campionato francese: 1
- 2023-2024 (18 reti)

- Miglior giocatrice del campionato francese: 1
- 2023-2024

- IFFHS Woman Team africano del decennio 2011-2020[37]